# LDS Mk1
LDS Mk1 – samochód Formuły 1, zaprojektowany przez Douga Serruriera i skonstruowany przez LDS. Uczestniczył w Mistrzostwach Świata Formuły 1 w latach 1962–1965.

## Historia
Samochód został zbudowany w 1957 roku. Nadwozie opierało się na ramie rurowej zaczerpniętej z Coopera T41. Serrurier przekonstruował natomiast zawieszenie. Zbudowano pięć egzemplarzy, napędzanych przez silniki Alfa Romeo, Porsche czy Climax.
Model był używany w wielu wyścigach Południowoafrykańskiej Formule 1. Uczestniczył również w Grand Prix RPA zaliczanym do Mistrzostw Świata Formuły 1 w latach 1962–1965. Nie był jednak dostatecznie szybki w porównaniu do zagranicznej konkurencji.

## Wyniki w Mistrzostwach Świata Formuły 1
| Legenda oznaczeń w tabelach wyników Wyświetl szablon na nowej stronie | Legenda oznaczeń w tabelach wyników Wyświetl szablon na nowej stronie                                                                     |
| Oznaczenie                                                            | Wyjaśnienie |
| --------------------------------------------------------------------- | --- |
| Złoty                                                                 | Zwycięzca lub mistrzostwo |
| Srebrny                                                               | 2. miejsce lub wicemistrzostwo |
| Brązowy                                                               | 3. miejsce lub II wicemistrzostwo |
| Zielony                                                               | Ukończył, punktował (w klasyfikacji generalnej, gdy zdobył co najmniej jeden punkt na przestrzeni sezonu, poza trzema powyższymi opcjami) |
| Niebieski                                                             | Ukończył, nie punktował (w klasyfikacji generalnej, gdy nie zdobył co najmniej jednego punktu na przestrzeni sezonu)                      |
| Czerwony                                                              | Nie zakwalifikował się (NZ) |
| Czerwony                                                              | Nie prekwalifikował się (NPK) |
| Różowy                                                                | Nie ukończył (NU) |
| Różowy                                                                | Niesklasyfikowany (NS) (w klasyfikacji generalnej, gdy nie został sklasyfikowany w żadnym wyścigu sezonu)                                 |
| Czarny                                                                | Zdyskwalifikowany (DK) |
| Czarny                                                                | Wykluczony (WYK/EX) |
| Biały                                                                 | Nie wystartował (NW) |
| Biały                                                                 | Kontuzjowany (K/INJ) |
| Biały                                                                 | Wyścig odwołany (OD/C) |
| Bez koloru                                                            | Został wycofany (WYC/WD) |
| Bez koloru                                                            | Nie przybył (NP/DNA) |
| Bez koloru                                                            | Nie brał udziału w treningach (NT/DNP) |
| Bez koloru                                                            | Nie został zgłoszony (–) |
| Pogrubienie                                                           | Start z pole position |
| Kursywa                                                               | Najszybsze okrążenie wyścigu |
| †                                                                     | Nie ukończył, ale jego rezultat został zaliczony ze względu na przejechanie więcej niż 90% dystansu wyścigu.                              |
| *                                                                     | Sezon w trakcie |
| 1/2/3                                                                 | Punktowana pozycja w sprincie kwalifikacyjnym                                                                                             |
| Lista systemów punktacji Formuły 1                                    | |

| Sezon | Zespół           | Silnik     | Kierowcy         | Wyniki w poszczególnych eliminacjach | Wyniki w poszczególnych eliminacjach | Wyniki w poszczególnych eliminacjach | Wyniki w poszczególnych eliminacjach | Wyniki w poszczególnych eliminacjach | Wyniki w poszczególnych eliminacjach | Wyniki w poszczególnych eliminacjach | Wyniki w poszczególnych eliminacjach | Wyniki w poszczególnych eliminacjach | Wyniki w poszczególnych eliminacjach | Wyniki kierowców | Wyniki kierowców | Wyniki konstruktora | Wyniki konstruktora |
| 1962  |                  |            |                  | Holandia                             | Monako                               | Belgia                               | Francja                              | Wielka Brytania                      | Niemcy                               | Włochy                               | Stany Zjednoczone                    |                                      |                                      | Pkt.             | Msc.             | Pkt.                | Msc.                |
| ----- | ---------------- | ---------- | ---------------- | ------------------------------------ | ------------------------------------ | ------------------------------------ | ------------------------------------ | ------------------------------------ | ------------------------------------ | ------------------------------------ | ------------------------------------ | ------------------------------------ | ------------------------------------ | ---------------- | ---------------- | ------------------- | ------------------- |
| 1962  | Otelle Nucci     | Alfa Romeo | Doug Serrurier   | -                                    | -                                    | -                                    | -                                    | -                                    | -                                    | -                                    | -                                    | NU                                   |                                      | 0                | NS               | 0                   | NS                  |
| 1963  |                  |            |                  | Monako                               | Belgia                               | Holandia                             | Francja                              | Wielka Brytania                      | Niemcy                               | Włochy                               | Stany Zjednoczone                    | Meksyk                               |                                      | Pkt.             | Msc.             | Pkt.                | Msc.                |
| 1963  | Otelle Nucci     | Alfa Romeo | Doug Serrurier   | -                                    | -                                    | -                                    | -                                    | -                                    | -                                    | -                                    | -                                    | -                                    | 11                                   | 0                | 26               | 0                   | 12                  |
| 1963  | Sam Tingle       | Alfa Romeo | Sam Tingle       | -                                    | -                                    | -                                    | -                                    | -                                    | -                                    | -                                    | -                                    | -                                    | NU                                   | 0                | NS               | 0                   | 12                  |
| 1965  |                  |            |                  |                                      | Monako                               | Belgia                               | Francja                              | Wielka Brytania                      | Holandia                             | Niemcy                               | Włochy                               | Stany Zjednoczone                    | Meksyk                               | Pkt.             | Msc.             | Pkt.                | Msc.                |
| 1965  | Sam Tingle       | Alfa Romeo | Sam Tingle       | 13                                   | -                                    | -                                    | -                                    | -                                    | -                                    | -                                    | -                                    | -                                    | -                                    | 0                | 30               | 0                   | 11                  |
| 1965  | Jackie Pretorius | Alfa Romeo | Jackie Pretorius | NPK                                  | -                                    | -                                    | -                                    | -                                    | -                                    | -                                    | -                                    | -                                    | -                                    | 0                | NS               | 0                   | 11                  |